# Orthotrichia bisetula
Orthotrichia bisetula är en nattsländeart som beskrevs av Wells och Andersen 1995. Orthotrichia bisetula ingår i släktet Orthotrichia och familjen smånattsländor. Inga underarter finns listade i Catalogue of Life.